# وانگ دالی
وانگ دالی (انگلیسی: Wang Dalei؛ زادهٔ ۱۰ ژانویهٔ ۱۹۸۹) یک بازیکن فوتبال اهل جمهوری خلق چین است.
از باشگاه‌هایی که در آن بازی کرده‌است می‌توان به باشگاه فوتبال شانگهای شنهوآ اشاره کرد، وی سابقه ۱۱ بازی ملی برای تیم ملی فوتبال چین در کارنامه دارد.